# 羅基特納河 (普魯特河支流)
羅基特納河（烏克蘭語：Рокитна），是烏克蘭西南部的河流，屬於普魯特河的左支流。該河發源自科林基夫齊西北面，流經切爾尼夫齊州的切爾尼夫齊區和德涅斯特區，河道全長30公里，流域面積136平方公里。